# Línea 1 (Urbanos de Coslada-San Fernando de Henares)
La línea 1 de la red de autobuses urbanos de San Fernando de Henares une el polígono industrial con el centro comercial San Fernando (Carrefour).

## Características
Los autobuses urbanos de Coslada y San Fernando de Henares siguen una numeración conjunta para evitar confusión de duplicidad de numeraciones en dos municipios tan cercanos y relacionados. Las líneas siguen una numeración progresiva del 1 al 2, pero a San Fernando de Henares sólo le pertenece el número 1, quedando el número 2 para Coslada.
La línea supuestamente circula exclusivamente por el término municipal de San Fernando de Henares. Como bien se expresa en la numeración interna del CRTM, recibe el número 1130. El primer dígito corresponde a la línea, en este caso la línea 1. Y los últimos tres dígitos corresponden al municipio por el que circula, en este caso 130 corresponde al municipio de San Fernando de Henares.
La línea no mantiene los mismos horarios todo el año, desde el 15 de julio al 31 de agosto se reducen el número de expediciones los días laborables entre semana (sábados laborables, domingos y festivos tienen los mismos horarios todo el año), además de los días excepcionales vísperas de festivo y festivos de Navidad en los que los horarios también cambian y se reducen.
Está operada por Avanza Movilidad Integral mediante la concesión administrativa VCM-201 - Madrid – Loeches – Arganda del Rey (Viajeros Comunidad de Madrid) del Consorcio Regional de Transportes de Madrid.

## Horarios

### 1 septiembre - 14 julio
| Lunes a viernes laborables | Lunes a viernes laborables | Sábados laborables, domingos y festivos | Sábados laborables, domingos y festivos |
| Pol. Ind. > C. Comercial   | C. Comercial > Pol. Ind.   | Pol. Ind. > C.Comercial                 | C. Comercial > Pol. Ind.                |
| 06:50                      | 05:50                      | 06:50                                   | 05:50                                   |
| 07:50                      | 06:50                      | 09:00                                   | 08:00                                   |
| 09:00                      | 08:00                      | 11:10                                   | 10:10                                   |
| 10:00                      | 09:00                      | 13:20                                   | 12:20                                   |
| 11:10                      | 10:10                      | 15:30                                   | 14:30                                   |
| 13:20                      | 12:20                      | 17:40                                   | 16:40                                   |
| 15:30                      | 14:30                      | 19:50                                   | 18:50                                   |
| 16:30                      | 15:30                      | 22:00                                   | 21:00                                   |
| 17:40                      | 16:40                      |                                         |                                         |
| 18:40                      | 17:40                      |                                         |                                         |
| 19:50                      | 14:50                      |                                         |                                         |
| 22:00                      | 18:50                      |                                         |                                         |
|                            | 21:00                      |                                         |                                         |

### 15 julio - 31 agosto
| Lunes a viernes laborables | Lunes a viernes laborables | Sábados laborables, domingos y festivos | Sábados laborables, domingos y festivos |
| Pol. Ind. > C. Comercial   | C. Comercial > Pol. Ind.   | Pol. Ind. > C. Comercial                | C. Comercial > Pol. Ind.                |
| 06:40                      | 05:50                      | 06:50                                   | 05:50                                   |
| 08:40                      | 07:50                      | 09:00                                   | 08:00                                   |
| 10:40                      | 09:50                      | 11:10                                   | 10:10                                   |
| 12:40                      | 11:50                      | 13:20                                   | 12:20                                   |
| 14:50                      | 13:50                      | 15:30                                   | 14:30                                   |
| 16:50                      | 16:00                      | 17:40                                   | 16:40                                   |
| 18:50                      | 18:00                      | 19:50                                   | 18:50                                   |
| 20:50                      | 20:00                      | 22:00                                   | 21:00                                   |

## Recorrido y paradas

### Sentido Centro Comercial
| Código | Parada                                 | Común con                | Conexiones con Metro y Cercanías | Municipio               | Zona |
| ------ | -------------------------------------- | ------------------------ | -------------------------------- | ----------------------- | ---- |
| 06301  | Picos de Europa-Pol.Ind.San Fernando   |                          |                                  | San Fernando de Henares |      |
| 15057  | Sierra de Guadarrama Nº41              |                          |                                  | San Fernando de Henares |      |
| 15058  | Sierra de Guadarrama-Sierra Nevada     |                          |                                  | San Fernando de Henares |      |
| 15056  | Sierra de Guadarrama-Sierra de Gata    |                          |                                  | San Fernando de Henares |      |
| 17036  | Av.Astronomía-Av.Puerta de Madrid      | 220                      |                                  | San Fernando de Henares |      |
| 17037  | Av.Astronomía-Venus                    | 220                      |                                  | San Fernando de Henares |      |
| 20161  | Marqueteros-Av.Astronomía              |                          |                                  | San Fernando de Henares |      |
| 20158  | Av.Artesanos-Av.Puerta de Madrid       |                          |                                  | San Fernando de Henares |      |
| 20673  | Timoteo Mendieta-Pol.Industrial        | 220                      |                                  | San Fernando de Henares |      |
| 11550  | Av.Algorta-Vitoria                     | 281 288 822              |                                  | San Fernando de Henares |      |
| 07148  | Av.Zarauz-Est.Henares                  | 281 288 822              | Henares                          | San Fernando de Henares |      |
| 07150  | Av.Zarauz-PºAzpeitia                   | 281 288 822              |                                  | San Fernando de Henares |      |
| 07151  | Av.San Sebastián-Pza.Gallarta          | 281 288 822              |                                  | San Fernando de Henares |      |
| 07152  | Pza.Ondarreta-Centro de salud          | 281 288 822              |                                  | San Fernando de Henares |      |
| 07249  | Pza.Monte Gorbea-Centro de día         | 281 288 822              |                                  | San Fernando de Henares |      |
| 17453  | Av.Enrique Tierno Galván-PºOria        | 280                      |                                  | San Fernando de Henares |      |
| 19414  | Av.José Hierro-Urgencias               | 280 289                  |                                  | Coslada                 |      |
| 18528  | Av.Marie Curie-Hospital del Henares    | 280 289 SE7 SE72         | Hospital del Henares             | Coslada                 |      |
| 17629  | Av.Enrique Tierno Galván-PºOria        |                          |                                  | San Fernando de Henares |      |
| 12518  | Av.Irún-Centro de día                  | 282 284 285 288 822 SE7  |                                  | San Fernando de Henares |      |
| 12519  | Ventura de Argumosa-Nazario Calonge    | 282 284 285 288 822      |                                  | San Fernando de Henares |      |
| 07252  | Presa-Rafael Sánchez Ferlosio          | 281 282 284 285          |                                  | San Fernando de Henares |      |
| 12593  | Av.Montserrat-Huesca                   | 281 282 283 284 285 SE71 |                                  | San Fernando de Henares |      |
| 07297  | José Alix Alix-Av.Montserrat           | 281 282 284 285 SE71     |                                  | San Fernando de Henares |      |
| 07132  | Av.San Pablo-Clínica                   | 281 282 284 285 287      |                                  | Coslada                 |      |
| 07133  | Av.San Pablo-ITV                       | 281 282 284 285 287      |                                  | Coslada                 |      |
| 07134  | Av.San Pablo-BºEstación                | 281 282 284              | San Fernando                     | Coslada                 |      |
| 07407  | Miguel Peña-Senda Galiana              | 281 282 284              |                                  | Coslada                 |      |
| 07503  | Centro Comercial San Fernando          |                          |                                  | San Fernando de Henares |      |
| 19696  | C.C. Camino Real                       | VAC-243                  |                                  | San Fernando de Henares |      |
| 07212  | Av.Castilla-Pque.Emp.San Fernando      | 223 224 VAC-243          |                                  | San Fernando de Henares |      |
| 07440  | S.Guadarrama-Pque.Emp.San Fernando     | 224                      |                                  | San Fernando de Henares |      |
| 11480  | Ctra.M115-Pol.Ind.Las Fuentecillas     |                          |                                  | San Fernando de Henares |      |
| 21033  | Av.Celia Rivas-Margarita Nelken        |                          |                                  | San Fernando de Henares |      |
| 11014  | Urb.Los Berrocales-Pza.Torrejón        | 1 2                      |                                  | Paracuellos de Jarama   |      |
| 11013  | Av.Pte.Los Viveros-PºPago de la Perdiz | 1 2                      |                                  | Paracuellos de Jarama   |      |
| 09010  | Urb.Los Berrocales-Pza.Paracuellos     | 1 2                      |                                  | Paracuellos de Jarama   |      |
| 18254  | Av.Puente de los Viveros Nº37          | 1 2                      |                                  | Paracuellos de Jarama   |      |
| 09011  | Av.Pte.Los Viveros-PºPago de la Perdiz | 1 2                      |                                  | Paracuellos de Jarama   |      |
| 11483  | Urb.Los Berrocales-Pza.Torrejón        | 1 2                      |                                  | Paracuellos de Jarama   |      |
| 11479  | Ctra.M115-Pol.Ind.Las Fuentecillas     | 224                      |                                  | San Fernando de Henares |      |
| 07443  | Centro Comercial San Fernando          |                          |                                  | San Fernando de Henares |      |

### Sentido polígono industrial
| Código | Parada                                | Común con             | Conexiones con Metro y Cercanías | Municipio               | Zona |
| ------ | ------------------------------------- | --------------------- | -------------------------------- | ----------------------- | ---- |
| 07443  | Centro Comercial San Fernando         |                       |                                  | San Fernando de Henares |      |
| 07241  | Miguel Peña-Senda Galiana             | 2 281 282 284         |                                  | Coslada                 |      |
| 07136  | Av.San Pablo-BºEstación               | 2 281 282 284 285 287 | San Fernando                     | Coslada                 |      |
| 07137  | Av.San Pablo-Pza.Ntra.Sra.Los Ángeles | 2 281 282 284 285 287 |                                  | Coslada                 |      |
| 07139  | Av.San Pablo-Clínica                  | 281 282 284 285 287   |                                  | Coslada                 |      |
| 07245  | Av.Montserrat-José Alix Alix          | 281 SE71              |                                  | San Fernando de Henares |      |
| 07246  | Virgen del Templo-Av.Montserrat       | 281                   |                                  | San Fernando de Henares |      |
| 12522  | Ventura de Argumosa-Nazario Calonge   | 282 284 285 288 822   |                                  | San Fernando de Henares |      |
| 07249  | Pza.Monte Gorbea-Centro de día        | 281 288 822 SE7       |                                  | San Fernando de Henares |      |
| 17453  | Av.Enrique Tierno Galván-PºOria       | 280                   |                                  | San Fernando de Henares |      |
| 19414  | Av.José Hierro-Urgencias              | 280 289               |                                  | Coslada                 |      |
| 18528  | Av.Marie Curie-Hospital del Henares   | 280 289 SE7 SE72      | Hospital del Henares             | Coslada                 |      |
| 17629  | Av.Enrique Tierno Galván-Av.Oria      |                       |                                  | San Fernando de Henares |      |
| 07145  | Pza.Ondarreta-Av.Éibar                | 281 288 822           |                                  | San Fernando de Henares |      |
| 07146  | Av.Zarauz-Vergara                     | 281 288 822           |                                  | San Fernando de Henares |      |
| 07147  | Av.Zarauz-PºAzpeitia                  | 281 288 822           |                                  | San Fernando de Henares |      |
| 07084  | Av.Zarauz-Est.Henares                 | 281 288 822           | Henares                          | San Fernando de Henares |      |
| 11549  | Av.Algorta-Av.Somorrostro             | 281 288 822           |                                  | San Fernando de Henares |      |
| 20672  | Timoteo Mendieta-Pol.Industrial       | 220                   |                                  | San Fernando de Henares |      |
| 20159  | Av.Artesanos-Av.Puerta de Madrid      |                       |                                  | San Fernando de Henares |      |
| 20160  | Guarnicioneros-Av.Astronomía          |                       |                                  | San Fernando de Henares |      |
| 17035  | Av.Astronomía-Av.Puerta de Madrid     | 220                   |                                  | San Fernando de Henares |      |
| 17630  | Sierra de Guadarrama-Mercurio         |                       |                                  | San Fernando de Henares |      |
| 07440  | S.Guadarrama-Pque.Emp.San Fernando    | 224                   |                                  | San Fernando de Henares |      |
| 17636  | S.de Ayllón-Pque.Emp.San Fernando     |                       |                                  | San Fernando de Henares |      |
| 17802  | Av.Castilla-Sierra de Gata            | 223 224               |                                  | San Fernando de Henares |      |
| 07228  | Av.Castilla-Cuatro Mares              | 223 224               |                                  | San Fernando de Henares |      |
| 10838  | Av.Castilla-Polígono San Fernando     |                       |                                  | San Fernando de Henares |      |
| 06301  | Picos de Europa-Pol.Ind.San Fernando  |                       |                                  | San Fernando de Henares |      |